# Municipio de Greenland (Dakota del Sur)
El municipio de Greenland (en inglés: Greenland Township) es un municipio ubicado en el condado de McCook en el estado estadounidense de Dakota del Sur. En el año 2010 tenía una población de 251 habitantes y una densidad poblacional de 2,71 personas por km².

## Geografía
El municipio de Greenland se encuentra ubicado en las coordenadas 43°37′24″N 97°10′46″O / 43.62333, -97.17944. Según la Oficina del Censo de los Estados Unidos, el municipio tiene una superficie total de 92.56 km², de la cual 89,98 km² corresponden a tierra firme y (2,78 %) 2,57 km² es agua.

## Demografía
Según el censo de 2010, había 251 personas residiendo en el municipio de Greenland. La densidad de población era de 2,71 hab./km². De los 251 habitantes, el municipio de Greenland estaba compuesto por el 98,8 % blancos, el 1,2 % eran de otras razas. Del total de la población el 1,2 % eran hispanos o latinos de cualquier raza.